# Samuel Byck
Samuel Joseph Byck (Filadelfia, 30 gennaio 1930 – Baltimora, 22 febbraio 1974) è stato un criminale statunitense.
Commerciante ed ex venditore di mobili da ufficio e pneumatici, è ricordato per aver tentato di dirottare un volo dall'aeroporto di Baltimora-Washington ad Atlanta il 22 febbraio 1974, con l'intenzione di schiantarsi sulla Casa Bianca per uccidere il presidente degli Stati Uniti d'America Richard Nixon.

## Biografia
Nato da una famiglia povera ebrea a Filadelfia, si arruolò nell'esercito nel 1954, dove rimase fino al 1956, quando si sposò. Nel 1972, dopo aver divorziato da sua moglie, iniziò a soffrire di una grave forma di depressione, aggravata da difficoltà economiche. In conseguenza del suo disturbo cominciò a pensare ossessivamente che il governo (l'allora amministrazione Nixon) stesse aggravando con la sua politica lo status sociale della parte più povera della popolazione.
Byck era già noto ai servizi segreti americani fin dal 1972, per aver inviato a vari personaggi pubblici delle registrazioni magnetiche in cui accennava alle motivazioni e ai progetti con cui pensava di superare il suo disagio esistenziale, certo che con un gesto significativo avrebbe potuto cambiare la situazione ed essere ricordato come un eroe. Oggetto delle sue elucubrazioni furono lo scienziato Jonas Salk, il senatore Abraham Ribicoff, e il direttore d'orchestra Leonard Bernstein, che Byck ammirava molto. Tuttavia i servizi segreti non tennero Byck in grande attenzione, avendolo ritenuto sostanzialmente innocuo.

### Attentato
Nei primi mesi del 1974, Byck prese la decisione di uccidere Nixon. Pensò di dirottare un aereo di linea e di farlo schiantare sulla Casa Bianca mentre Nixon si trovava in sede. Byck fu probabilmente ispirato da un recentissimo fatto di cronaca del 17 febbraio 1974 riguardante un soldato americano che rubò un elicottero e atterrò nei giardini della Casa Bianca. Per il dirottamento Byck aveva bisogno di un'arma da fuoco, ma dato che era già noto ai servizi segreti non poté richiederne una legalmente, e pertanto rubò a un suo amico una rivoltella calibro 22. Cercò anche di costruire una bomba con 2 litri di benzina e un detonatore.
Il 22 febbraio 1974 Byck si recò all'Aeroporto Internazionale di Baltimora-Washington, armato e con la bomba artigianale nel bagaglio a mano. Scelto un volo per Atlanta, per poter accedere all'aereo evitando i controlli d'imbarco, sparò a un poliziotto, uccidendolo. Salito sull'aereo ordinò a un'assistente di volo di chiudere il portellone, minacciando di morte un passeggero preso in ostaggio. Poi ordinò ai piloti di decollare, ma questi risposero di dover prima avvisare la torre di controllo, poiché l'aeromobile aveva ancora i ceppi di stazionamento alle ruote; al che Byck sparò, uccidendone uno e ferendo l'altro. La polizia sparò a sua volta dall'esterno attraverso il portellone dell'aereo e lo ferì, ma - prima di essere catturato - Byck si suicidò con un colpo alla testa.
Secondo uno speciale televisivo dell'epoca, dopo essersi sparato Byck visse ancora alcuni minuti e morì dopo aver detto a un poliziotto "Help me". Accanto al suo corpo fu rinvenuta la valigetta contenente la bomba a benzina. L'episodio non influenzò particolarmente l'amministrazione Nixon ed ebbe anche una breve risonanza sui "media", all'epoca concentrati sugli sviluppi dello scandalo Watergate. Tornò alla ribalta durante la commissione d'inchiesta sugli attentati dell'11 settembre 2001, come primo esempio del possibile uso di un aeromobile civile come "bomba volante".

## Nei media
- La sua storia ha ispirato il regista Niels Mueller che ne ha fatto un film nel 2004, The Assassination, interpretato da Sean Penn.
- La sua storia ha ispirato anche un episodio del musical Assassins.

| Controllo di autorità | VIAF (EN) 7173855 · ISNI (EN) 0000 0000 5449 0288 · LCCN (EN) no2007085461 |